# Montagnes de Mourne
Les montagnes de Mourne (en anglais : Mourne Mountains ; en irlandais : Beanna Boirche) sont un massif montagneux granitique situé dans le nord-est de l'île d'Irlande, au sud-est de l'Irlande du Nord.

## Toponymie
En irlandais, les montagnes se nomment Beanna Boirche, littéralement : « les sommets de la région des sommets », beann ou binn signifiant « pic » ou « falaise ».
En anglais, elles portent le nom de Mourne Mountains, Mountains of Mourne, ou simplement Mournes (historiquement : Morne)[réf. nécessaire], terme dérivé du clan gaël Múghdhorna (en irlandais : Múrna).

## Situation
Les montagnes de Mourne se situent dans la paroisse civile de Kilkeel, dans la baronnie de Mourne, dans le comté de Down dans le Sud-Est de l'Irlande du Nord, dans le nord-est de l'île d'Irlande.

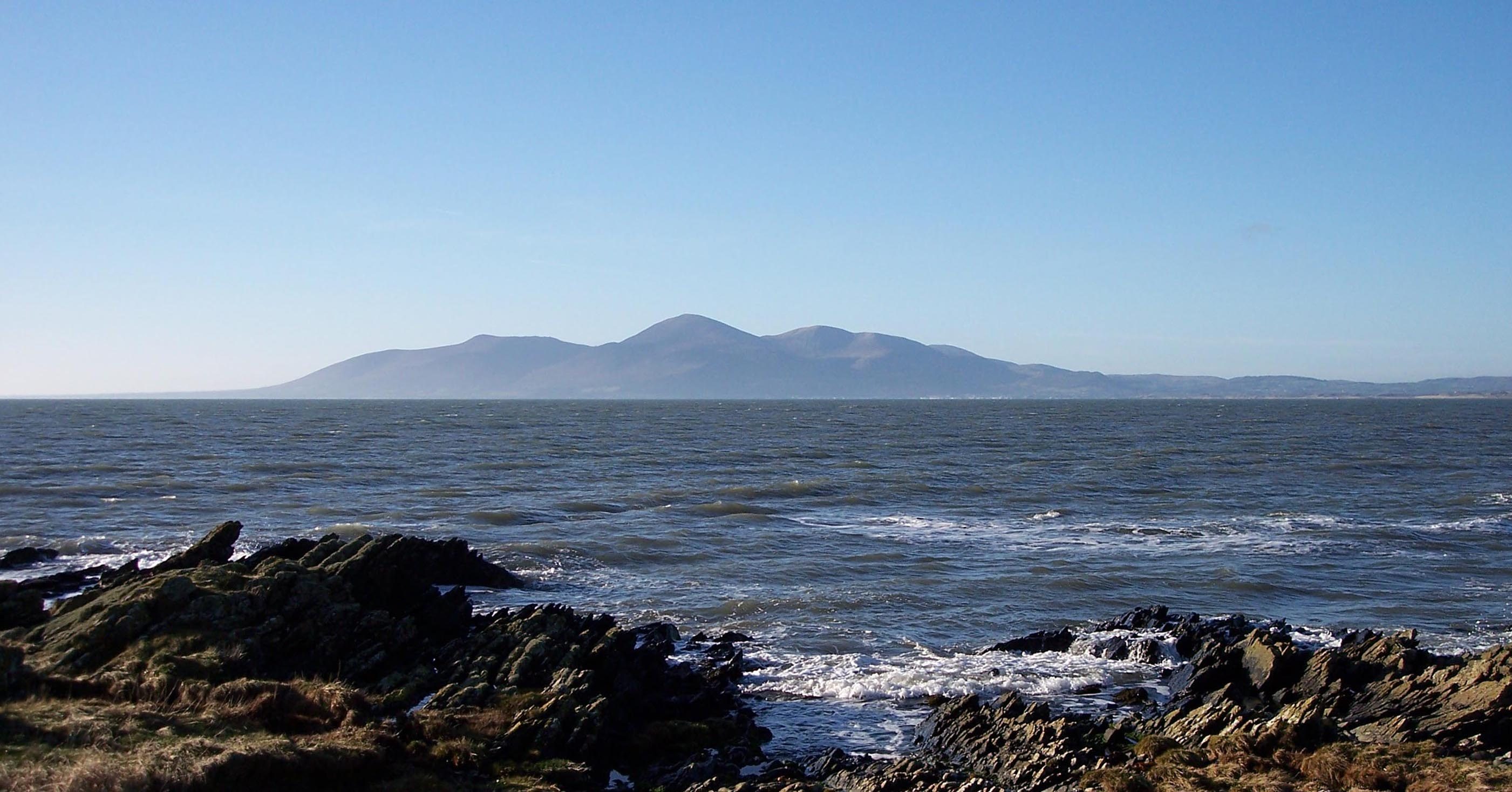
Les montagnes de Mourne vues depuis St. John's Point.
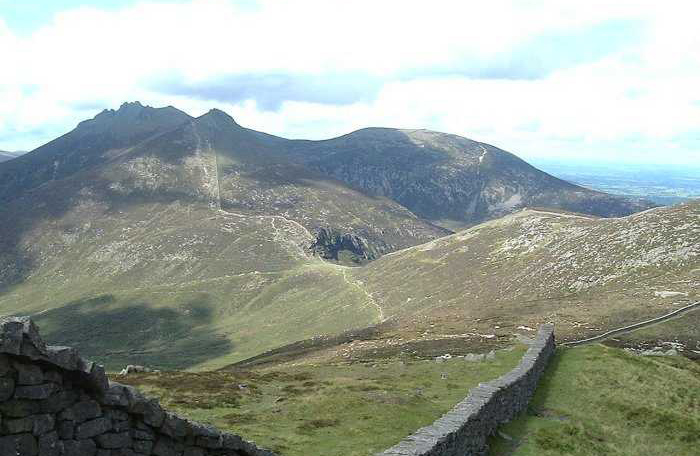
Paysage des montagnes de Mourne avec le mur de Mourne.